# Islande aux Jeux olympiques d'été de 2024
L'Islande participe aux Jeux olympiques de 2024 à Paris. Il s'agit de sa 21e participation à des Jeux olympiques d'été.
Le tireur sportif Hákon Þór Svavarsson et la triathlète Edda Hannesdóttir sont nommés porte-drapeau de la délégation en juillet 2024.

## Nombre d’athlètes qualifiés par sport
Voici la liste des qualifiés et sélectionnés islandais par sport (remplaçants compris) :
| Sport      | Hommes | Femmes | Total |
| ---------- | ------ | ------ | ----- |
| Athlétisme | 0      | 1      | 1     |
| Natation   | 1      | 1      | 2     |
| Tir        | 0      | 1      | 1     |
| Triathlon  | 0      | 1      | 1     |
| Total      | 2      | 3      | 5     |

## Bilan général
L'Islande n'obtient aucune médaille lors de cette édition des Jeux Olympiques.

## Résultats

### Athlétisme
| Athlètes                      | Épreuve                   | Qualifications | Qualifications | Finale  | Finale  |
| Athlètes                      | Épreuve                   | Temps          | Rang           | Temps   | Rang    |
| ----------------------------- | ------------------------- | -------------- | -------------- | ------- | ------- |
| Erna Sóley Gunnarsdóttir (de) | Lancer du marteau féminin | 17.39 m        | 11e            | Eliminé | Eliminé |

### Natation
| Athlète     | Épreuve      | Séries        | Séries | Demi-finales  | Demi-finales | Finale  | Finale  |
| Athlète     | Épreuve      | Temps         | Rang   | Temps         | Rang         | Temps   | Rang    |
| ----------- | ------------ | ------------- | ------ | ------------- | ------------ | ------- | ------- |
| Anton McKee | 100 m brasse | 1 min 0 s 62  | 25e    | Eliminé       | Eliminé      | Eliminé | Eliminé |
| Anton McKee | 200 m brasse | 2 min 10 s 36 | 9e     | 2 min 10 s 42 | 15e          | Eliminé | Eliminé |

| Athlète                  | Épreuve          | Séries        | Séries | Demi-finales  | Demi-finales | Finale  | Finale  |
| Athlète                  | Épreuve          | Temps         | Rang   | Temps         | Rang         | Temps   | Rang    |
| ------------------------ | ---------------- | ------------- | ------ | ------------- | ------------ | ------- | ------- |
| Snæfríður Jórunnardóttir | 100 m nage libre | 54 s 85       | 19e    | Eliminé       | Eliminé      | Eliminé | Eliminé |
| Snæfríður Jórunnardóttir | 200 m nage libre | 1 min 58 s 32 | 15e    | 1 min 58 s 78 | 15e          | Eliminé | Eliminé |

### Tir
| Tireurs          | Compétition | Qualification | Qualification | Finale  | Finale  |
| Tireurs          | Compétition | Points        | Rang          | Points  | Rang    |
| ---------------- | ----------- | ------------- | ------------- | ------- | ------- |
| Hakon Svavarsson | Skeet       | 116           | 23e           | Eliminé | Eliminé |

### Triathlon
| Athlète           | Compétition | Natation (1,5 km) | Transition 1 | Vélo (40 km)   | Transition 2 | Course (10 km) | Temps           | Résultat |
| ----------------- | ----------- | ----------------- | ------------ | -------------- | ------------ | -------------- | --------------- | -------- |
| Edda Hannesdottir | Femmes      | 24 min 49 s       | 59 s         | 1 h 3 min 25 s | 38 s         | 40 min 55 s    | 2 h 10 min 46 s | 51e      |